# Neobourquinia
Neobourquinia är ett släkte av fjärilar. Neobourquinia ingår i familjen tandspinnare.
Kladogram enligt Catalogue of Life:
| Neobourquinia | \| \| Neobourquinia bifasciata \| \| \| \| \| \| Neobourquinia tristis \| \| \| \| |
|               | \| \| Neobourquinia bifasciata \| \| \| \| \| \| Neobourquinia tristis \| \| \| \| |
|               | Neobourquinia bifasciata                                                           |
|               |                                                                                    |
|               | Neobourquinia tristis                                                              |
|               |                                                                                    |